# Thuli Bheri
Die Thuli Bheri (Nepali जोगमाई नदी, „Große Bheri“) ist der rechte Quellfluss der Bheri in Nepal.
Der Fluss entsteht im Dolpo Himal im Gemeindegebiet von Chharka (Distrikt Dolpa), wo er von einem Gletscher gespeist wird. Der Fluss strömt anfangs in westlicher Richtung, später wendet er sich nach Süden und schließlich wieder nach Westen. Die Thuli Bheri durchfließt den Süden des Distrikts Dolpa. Sie passiert den Distrikthauptort Dunai. Anschließend nimmt sie den Suligad, den Abfluss des Phoksundo-Sees, rechtsseitig auf. Im Unterlauf wendet sich die Thuli Bheri nach Südwesten und bildet die Grenze zwischen den Distrikten Jajarkot im Westen und Rukum im Osten. Schließlich vereinigt sie sich mit der von Osten kommenden Sani Bheri zur Bheri.
Die Thuli Bheri bildet die nördliche Abgrenzung des Dhaulagiri Himal, der im Westen bis zum Sisne Himal reicht. Nördlich des mittleren Flusslaufs erstreckt sich der Kanjiroba Himal. Der Fluss hat eine Länge von zirka 200 km. Das Einzugsgebiet umfasst etwa 7000 km².